# Palácio de Euxinograd

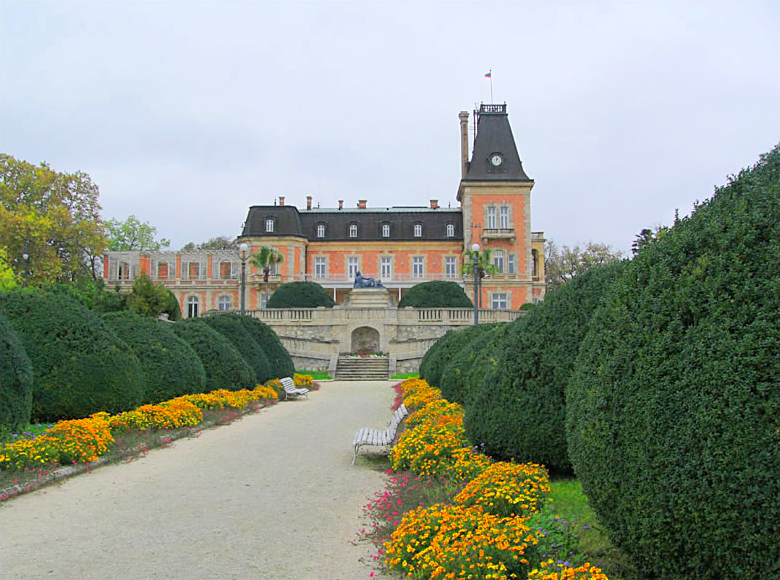
Fachada do Palácio de Euxinograd.

O Palácio de Euxinograd, também designado Euxinograde  ou Evxinogard (em cirílico Евксиноград), anteriormente, Palácio Sandrovo, forma a antiga mansão de veraneios da família real búlgara. Situa-se a 8 km de Varna, numa localidade perto de Kamchia, na costa do Mar Negro. Nos dias de hoje é a Residência Presidencial da Bulgária.

## História

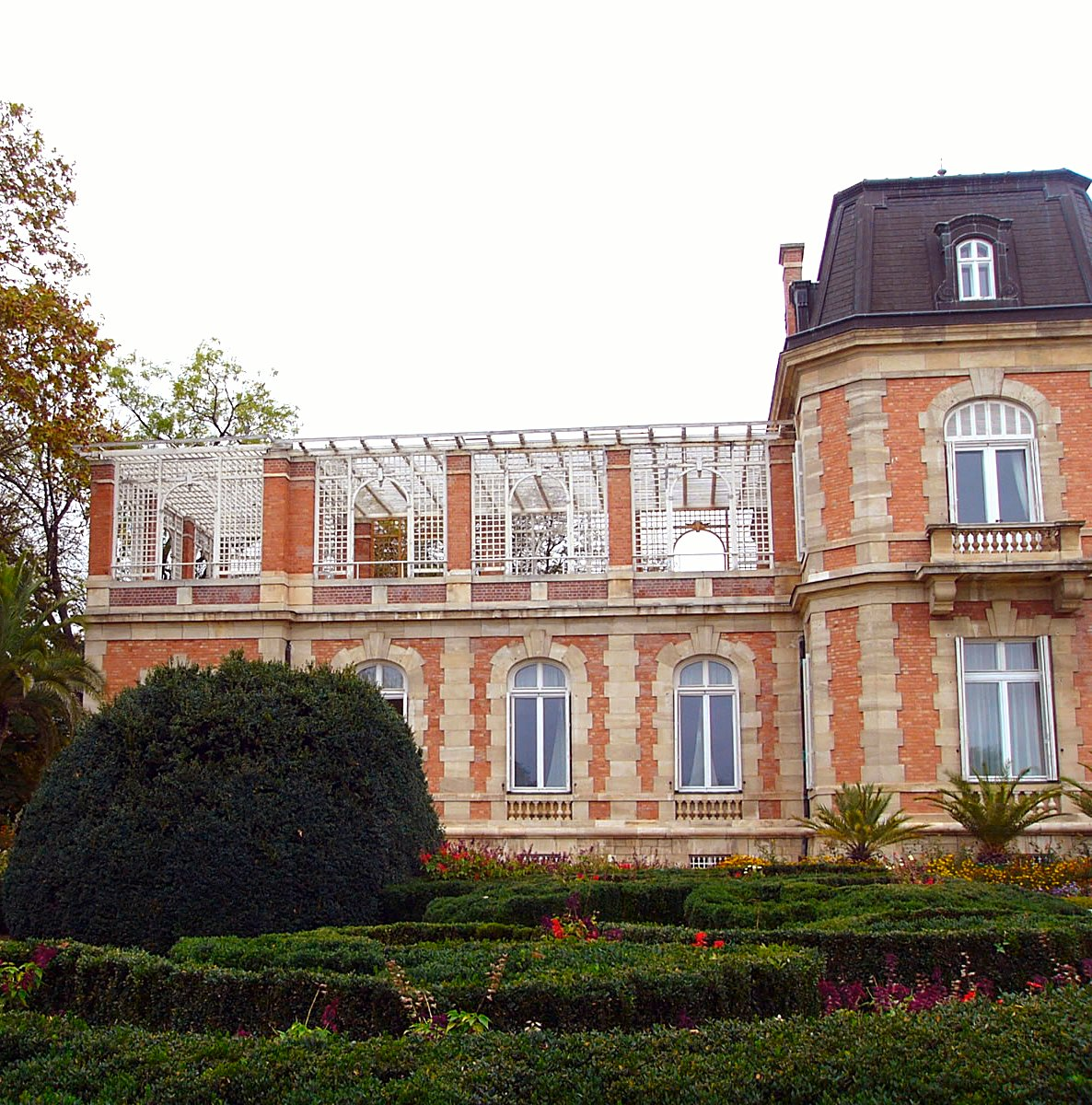
Vista duma das alas do Palácio de Euxinograd.

A construção do palácio remonta a meados do século XIX, aquando da ocupação do Príncipe Alexander I daquele território do leste da Europa. Este, ao contrário do que se possa pensar, construiu neste local um mosteiro, nomeadamente o Mosteiro de São Dimitrio, em português, e depois sim, uma pequena residência, cuja construção iniciou-se em 1882.
O arquitecto vienense Ruppelmeyer, que concebeu os projectos de algumas partes dos edifícios, designou a residência como Palacio Sandrovo em 1885, aproveitando e revitalizando o apelido italiano de Alexender: Sandro.
A Unificação da Bulgária foi proclamada em Sandrovo, em 1885 por Príncipe Alexander I, e depois da sua abdicação da Coroa da Bulgária, o palácio tornou-se propriedade do Estado. O terreno do palácio foi aumentado e hoje conta com cerca de 80 hectáres.
Para uma eventual finalização do projecto do palácio, o Rei Fernando I não se poupou a esforços, chamando para a sua corte o arquitecto suíço Mayer e o búlgaro Latzarov. Estes renomearam o palácio como Euxinograd, mas foi Latzarov quem o propôs, sendo a proposta aceite de imediato pela Rainha Maria Luísa, esposa do Rei Fernando I. Esta argumentava que o nome proposto soava «mais acolhedor, no seio da corte».
Euxinograd também passou pelas mãos da segunda esposa de Fernando I, a Rainha Leonor, que ali faleceu a 12 de Setembro do ano de 1917.

## O estilo arquitectónico

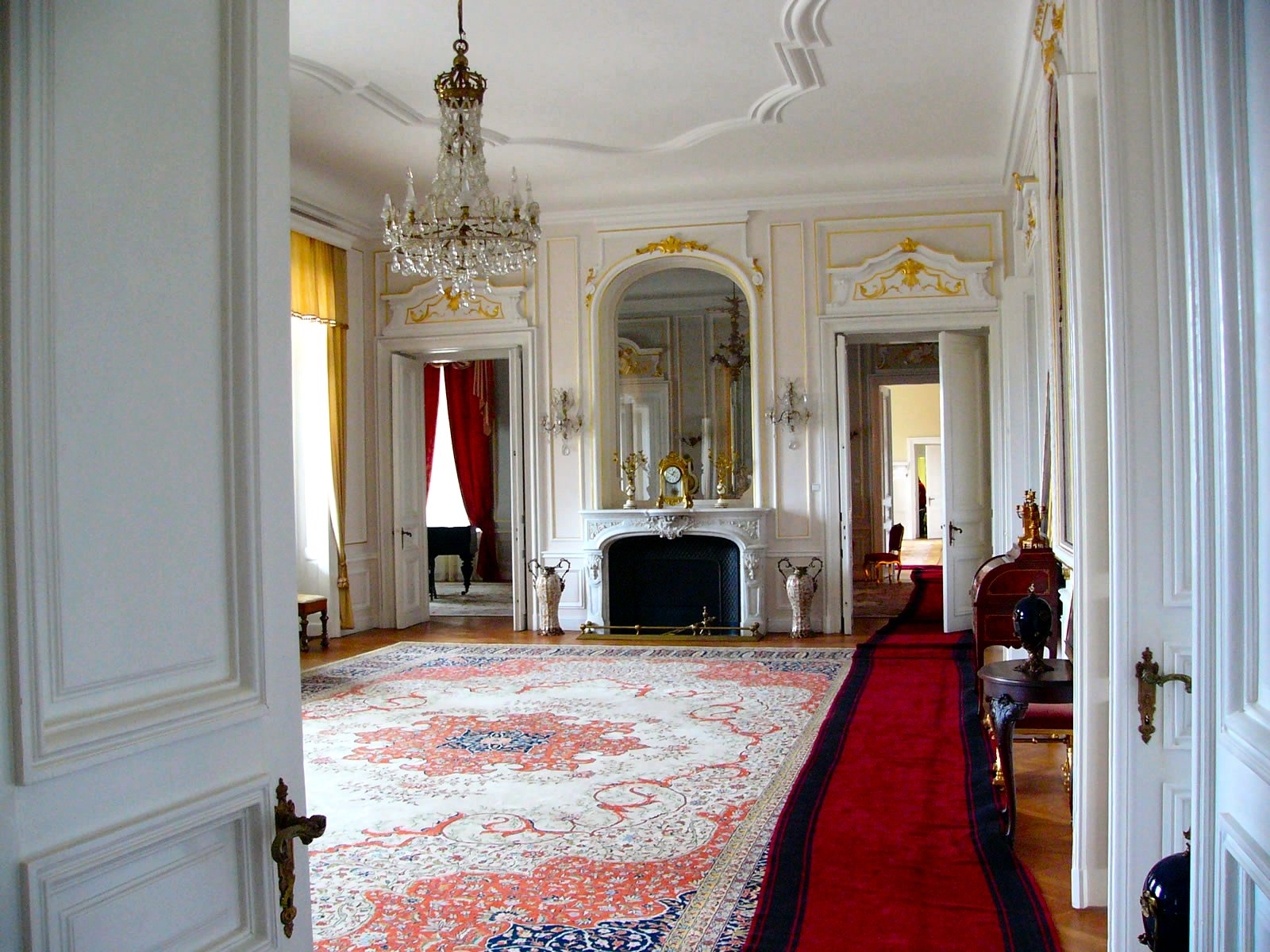
Uma das salas do Palácio de Euxinograd.

O palácio, anteriormente designado Sandrovo, foi concebido com base nos projectos do Palácio de Saint-Claude, na França. Assim, Euxinograd é considerado um dos melhores exemplos da arquitectura pós-Liberalista búlgara.
Contudo, sem esses detalhes históricos, o palácio é visivelmente neoclássico, mais notavelmente por dentro que no exterior, isto também por questões financeiras, sendo que não havia dinheiro que sustentasse a construção e decoração de um palácio de estilo mais elaborado e a sua manutenção.
Um particular de interesse: visto que a residência era inspirada no Château de Saint-Cloud, na França, após este ser destruído, o czar Fernando comprou a maioria do espólio do edifício, incluindo o frontão da ala direita do palácio frncês, com o qual decorou o seu próprio palácio. Assim, ele e a sua esposa, sentiam-se, como ditavam as modas da alta roda, numa residência nobiliárquica ou real francesa.

## O Parque Natural de Euxinograd

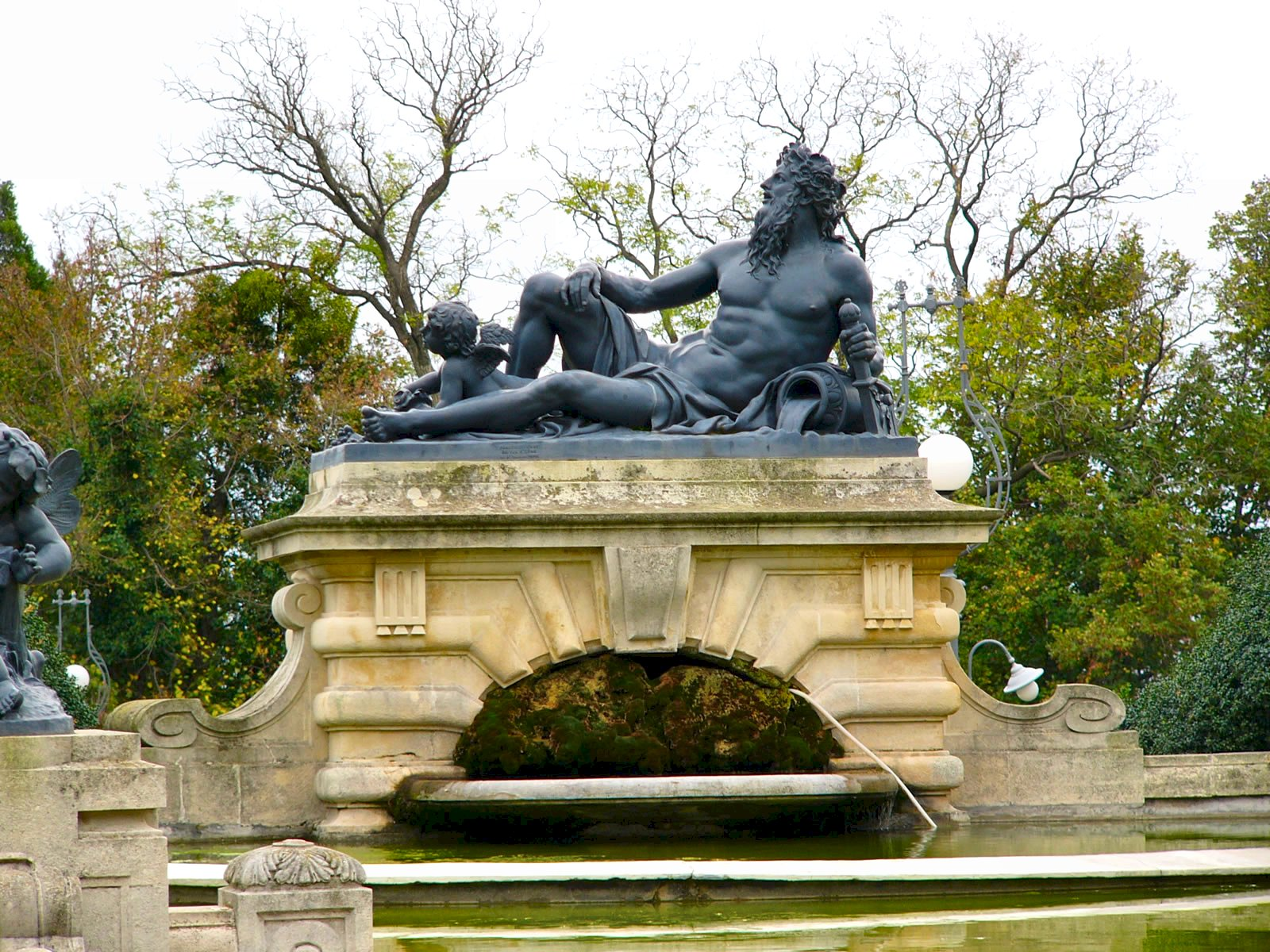

O Parque Natural de Euxinograd, antigos jardins do palácio, foi plantado até 1890, contendo mais que 205 espécies de raras plantas, várias de proviniência asiática, mediterrânica e/ou sul-americana, uma selecção do czar Fernando e da czarina Eleonoria.
A disposição destas plantas pelo terreno deveras grande surgiu após a combinação do estilo inglês Tudor com o estilo francês versalhiano, ou seja, uma decoração pró-barroca. O arquitecto mais importante a projectar os jardins do pequeno palácio de veraneios da antiga família real da Bulgária foi Edouard Andrè, um conhecido artista francês. 
Para sorte de Edouard, as redondezas do palácio cobriam-se com vinhas, pois ali produziam-se - e até hoje se produzem - os melhores vinhos do país e alguns dos mais afamados da Europa. Assim, nas adegas do palácio armazenaram-se vinhos com mais de 125 anos.
Tudo isto tornou Euxinograd, para além de um mero palácio real, um local de referência na produção vinícola e um parque natural de destaque.